# Wilhelm Hochwitz
Wilhelm Hochwitz (ur. 1904, zm. ?) – zbrodniarz hitlerowski, członek załogi niemieckiego obozu koncentracyjnego Mauthausen-Gusen i SS-Rottenführer.
1 września 1944 został przeniesiony z Luftwaffe do Waffen-SS i skierowano go do Florisdorf, podobozu Mauthausen. Pełnił tam służbę wartowniczą do połowy listopada 1944. Następnie przeniesiono go do podobozu Hinterbrühl, gdzie do kwietnia 1945 był Blockführerem (kierownikiem bloku). Hochwitz uczestniczył również w ewakuacji Hinterbrühl do Mauthausen w kwietniu 1945.
Wilhelm Hochwitz został osądzony w procesie załogi Mauthausen-Gusen (USA vs. Waldemar Barner i inni) przed amerykańskim Trybunałem Wojskowym w Dachau i skazany na 5 lat pozbawienie wolności za maltretowanie więźniów (bił ich między innymi gumowym kablem).